# Etničke grupe Zimbabvea
Etničke grupe Zimbabvea: 13.481.000 stanovnika; (UN Country Population, 2008. Preko 40 naroda.
- Afrikaneri	38.000
- Bemba	29.000
- Birwa	14.000
- Britanci	6.300
- Eurafrikanci	71.000
- Grci	14.000
- Kalanga, Kalana	241.000
- Kua	4.000
- Kunda	155.000
- Lozi, Rozi	160.000
- Makua	14.000
- Mandarinski Kinezi 1.400
- Manyika, Shona	922.000
- Marathi	5.700
- Nambya, Nanzva	96.000
- Ndau, jugoistočni Shona	508.000
- Ndebele, Tabele	1.646.000
- Nsenga	45.000
- Nyanja	699.000
- Nyungwe	29.000
- Pedi, North Sotho	157.000
- Phimbi	29.000
- Portugalci	14.000
- Sena	128.000
- Shona-Karanga	2.077.000
- Shona-Korekore	402.000
- Shona-Zezuru	1.785.000
- Shona, centralni	3.107.000
- Swazi	71.000
- Tawara, Tavara	57.000
- Tonga, Zambezi	145.000
- Tsoa, Hiechware	3.800
- Tsonga	4.700
- Tswa, Hlengwe	171.000
- Tswana	81.000
- Tswana-Tawana	29.000
- Tumbuka	14.000
- Venda	140.000
- Xhosa	29.000
- Yao, Ajao	57.000
- Zimbabveanski Gudžarati	26.000, govore gudžaratski
- Zulu	143.000
- Židovi 400